# Erbezzo
Erbezzo är en ort och kommun i provinsen Verona i regionen Veneto i Italien. Kommunen hade 757 invånare (2018).